# Hynek Souhrada
Hynek Souhrada (7. února 1900 Jaroměř – jaro 1945 Velkoněmecká říše, úředně 30. dubna 1945) byl československý důstojník, příslušník československé armády v zahraničí v období druhé světové války, účastník Slovenského národního povstání a oběť nacismu.

## Život

### Před druhou světovou válkou
Hynek Souhrada se narodil 7. února 1900 v Jaroměři v rodině vojenského stavebního oficiála Františka Souhrady a Antonie, rozené Paulové. Mezi lety 1911 a 1918 studoval na vojenské reálce ve Vídni, maturoval ale tamtéž na německé státní reálce a to 12. června 1918. Před rozpadem Rakouska-Uherska ještě nastoupil na Vojenskou technickou akademii v Hainburgu. Po vzniku Československa se 15. listopadu 1918 přihlásil do služby v Československé armádě v Terezíně. Zde působil jako velitel čety do března 1920, v roce 1919 se ale zúčastnil i bojů proti Maďarům na jihu Slovenska. Do září 1920 absolvoval důstojnický kurz na Vojenské akademii v Hranicích. Souběžně se vším ještě v letech 1919 a 1920 vystudoval tři semestry na České vysoké škole technické v Praze. Do roku 1923 opět sloužil jako velitel čety v Terezíně, poté rok v Bratislavě. Po absolvování aplikační školy pro důstojníky v Litoměřicích (květen 1925) se vrátil do Bratislavy. Absolvoval další zdokonalovací kurzy a sám od října 1925 do září 1930 vyučoval na ženijním učilišti v Litoměřicích. Mezi lety 1930 a 1933 studoval na Vysoké škole válečné, během studií stihl absolvovat i další armádní kurzy, po nich se opět vrátil do Bratislavy, tentokrát na Zemské vojenské velitelství. Od 1. října 1934 působil jako referent operační skupiny 3. oddělení při Ministerstvu národní obrany - hlavním štábu v Praze. Dosáhl hodnosti majora.

### Druhá světová válka
Po německé okupaci v březnu 1939 působil Hynek Souhrada v umísťovací skupině, od 2. června pak jako vrchní komisař ve Státním výzkumném a zkušebním ústavu v Praze. Společně s bratrem mjr. Jiřím Souhradou vstoupil do protinacistického odboje, zejména se snažil o shromažďování a ukrývání zbraní, munice a trhavin. Na začátku roku 1940 oběma začalo hrozit zatčení gestapem, proto 15. března 1940 ilegálně opustili Protektorát Čechy a Morava a přes Slovensko a Maďarsko docestovali do Bělehradu, kde se na francouzském velvyslanectví přihlásili do služby v československé zahraniční armádě. Dne 17. dubna 1940 byl Hynek Souhrada prezentován u československé jednotky v Agde. Od 1. května působil jako přednosta 1. oddělení štábu I. divize a to i po pádu Francie a evakuaci do Spojeného království a reorganizaci divize na 1. československou smíšenou brigádu. Dne 7. března 1941 se stal přednostou 3. oddělení, mezi červnem 1942 a březnem 1943 vyučoval na polské Vysoké válečné škole v Peebles. Od 1. dubna 1943 působil jako přednosta operační skupiny 3. oddělení Štábu pro vybudování československé branné moci v Londýně, od září 1944 pak na vlastní žádost na Velitelství osvobozeného území. Dosáhl hodnosti podplukovníka. Dne 7. října 1944 přiletěl společně s příslušníky americké a britské vojenské mise na letiště Tri duby na území osvobozené Slovenským národním povstáním a byl ustanoven velitelem povstaleckého ženijního vojska. Jeho příchodem se zvýšila efektivita ženijních jednotek potažmo význam jejich zapojení do obranných operací na přístupech k Banské Bystrici. Po porážce povstání ustoupil přes Donovaly do Nízkých Tater, kde ale 2. listopadu 1944 v Pohronském Bukovci padl do německého zajetí. Vězněn a vyšetřován byl v Slovenské Ľupči, Banské Bystrici a Bratislavě, odkud byl odvezen do Berlína na Reichssicherheitshauptamt a jeho další osudy jsou neznámé. Pravděpodobně byl někde v Německu popraven nebo zavražděn. Úředně byl prohlášen za mrtvého k 30. dubnu 1945.

## Rodina
Manželka Hynka Souhrady Helena byla zatčena gestapem a od 18. září 1942 do osvobození internována v Internačním táboře ve Svatobořicích. Jeho bratr plk. Jiří Souhrada, též příslušník Československé armády v zahraničí, se stal politickým vězněm komunistického režimu a na jaře 1950 zemřel na následky věznění na Mírově. Jeho manželka poté spáchala sebevraždu.

## Ocenění

### Vyznamenání
- Pamětní medaile československé armády v zahraničí
- Československý válečný kříž 1939 i. m.
- Československá medaile Za chrabrost před nepřítelem i. m.
- Řád Slovenského národního povstání I. třídy i. m.

### Posmrtná povýšení
- Hynek Souhrada byl v roce 1946 in memoriam povýšen do hodnosti plukovníka generálního štábu